# (4452) Ullacharles
(4452) Ullacharles es un asteroide perteneciente al cinturón de asteroides, descubierto el 7 de septiembre de 1988 por Poul Jensen desde el Observatorio Brorfelde, Holbæk, Dinamarca.

## Designación y nombre
Designado provisionalmente como 1988 RN. Fue nombrado Ullacharles en homenaje a "Ulla Augustesen" y "Charles Augustesen" padres del astrónomo danés Karl Augustesen, colega del descubridor.

## Características orbitales
Ullacharles está situado a una distancia media del Sol de 2,614 ua, pudiendo alejarse hasta 2,960 ua y acercarse hasta 2,268 ua. Su excentricidad es 0,132 y la inclinación orbital 14,19 grados. Emplea 1544 días en completar una órbita alrededor del Sol.

## Características físicas
La magnitud absoluta de Ullacharles es 12,2. Tiene 15,622 km de diámetro y su albedo se estima en 0,095.